# Lake St. Clair
Lake St. Clair er en sø, der ligger i området med de store søer, men regnes normalt ikke iblandt disse, da den er meget mindre end de øvrige søer. Søen er opkaldt efter Clara af Assisi og ligger mellem Ontario i Canada og Michigan i USA; midten af søen udgør grænsen mellem de to lande. Lake St. Clair er forbundet mod nord med Lake Huron via St. Clair-floden og mod syd med Lake Erie gennem Detroit-floden. Den ligger små ti km nordøst for byen Detroit i Michigan og søsterbyen Windsor i Ontario. 
Søen er omkring 42 km lang i nord-sydlig retning samt omkring 39 km i øst-vestlig retning. Den er ikke ret dyb med en gennemsnitlig dybde på 3,4 m og en maksimal naturlig dybde på 6,5 m. Da den indgår i den vigtige transportsøvej mellem de store søer, har man dog udgravet en kanal i søen, der er 8,2 m dyb, så større fartøjer kan passere.
42°28′N 82°40′V / 42.467°N 82.667°V